# Озерское (Львовская область)
Озерское (укр. О́зерське) — село в Ивано-Франковской поселковой общине Яворовского района Львовской области Украины.
Население по переписи 2001 года составляло 70 человек. Занимает площадь 0,2 км². Почтовый индекс — 81082. Телефонный код — 3259.